# Norm Houser
Norm Houser (San Diego, 18 december 1915 - 3 februari 1996) was een Amerikaans autocoureur. Hij schreef zich tweemaal in voor de Indianapolis 500. In 1949 finishte hij als tiende met negentien ronden achterstand, in 1950, die ook deel uitmaakte van het Formule 1-kampioenschap, kwalificeerde hij zich niet voor de race.